# Тафономія
Тафономія (англ. taphonomy, нім. Fossilisationslehre f) — розділ палеонтології, що вивчає закономірності процесів поховання і перетворення залишків організмів, зокрема стадії цього процесу: утворення посмертних скупчень організмів (танатоценози, некроценози), перенесення, поховання (тафоценози), скам'яніння (фосилізацію). Тафономія має значення для відновлення палеобіоценозів, а через них і біоценозів минулого, умов проживання організмів і процесів осадонакопичення в районі місцезнаходжень викопних тварин і рослин. Дані тафономії важливі для аналізу геологічного літопису. Основні положення тафономії розроблено у 1940—1950-х роках у працях радянського палеонтолога І. А. Єфремова. Тафономія поєднує методи та інформаційну базу геології, біології, палеонтології.
Термін тафоморф використовується для опису викопних утворень, які являють собою погано збережені, зіпсовані рештки суміші таксономічних груп, а не однієї таксономічної групи.